# Левин, Артём Валерьевич
Артём Вале́рьевич Ле́вин (род. 8 декабря 1986 года в гор. Прокопьевск Кемеровской области, РСФСР, СССР) — российский профессиональный тайбоксер и кикбоксер. Многократный победитель турниров по тайскому боксу и кикбоксингу как среди профессионалов, так и среди любителей. Имеет звание заслуженного мастера спорта России по тайскому боксу. Бывший капитан сборной России по муайтай.

## Биография
Левин родился в городе Прокопьевск Кемеровской области. Артём — младший ребенок в семье. Муайтай начал заниматься в 10 лет. Первым его тренером был Олег Петровский. С детства Левин занимался в одном зале с Артемом Вахитовым и Григорием Дроздом.
До занятий муайтай играл в баскетбол.
Женат с 2013 года , Артём и Инна имееют двоих сыновей — Льва и Оскара. Проживает в США, но часто посещает Россию и родной Прокопьевск.
В 2018 году Левин стал вице-президентом Absolute Championship Berkut (ACB) и президентом кикбоксинг-подразделения организации.
Любимый вид спорта помимо тайского бокса — шахматы. Любит читать. Предпочитает книги Роберта Кийосаки, Дэйла Карнеги и Роберта Хилла.
Артём много ездил с обучающими семинарами по России. Однажды он за полтора месяца проехал 25 регионов с подобным турне.
В феврале 2022 года выступил против вторжения России на Украину и был лишен всех наград Кемеровской области.

## Спортивная карьера
Левин считается уникальным бойцом. Он побеждал всех именитых средневесов своего поколения.
Первый тренер Артёма — Олег Михайлович Петровский, который стал первым мастером спорта международного класса, был одним из первых основателей тайского бокса в России, участвовал в чемпионатах мира и занял огромное количество призовых мест.
После, его стал тренировать заслуженный тренер России Виталий Викторович Миллер.
Будучи именитым профессиональным спортсменом Артем продолжал выступать за Россию на любительских турнирах. Это достаточно редкое явление, так как на любительских турнирах денежное вознаграждение не выплачивается.

## Титулы и достижения

### Профессиональный спорт
- - 2018 — чемпион АСВ в весе до 85 кг[16]
  - 2015 — н.в. Чемпион мира WKN в категории до 85,5 кг
  - 2014, 2015 Чемпион мира Glory в категории до 85 кг 
  - 2014 Победитель турнира Glory Middleweight Last Man Standing Tournament до 85 кг
  - 2013 Финалист турнира Glory за звание чемпиона мира до 85 кг 
  - 2011 — н.в. Чемпион мира WBC Muaythai в категории до 175 фунтов (79 кг)[17]
  - 2010 — н.в. Чемпион мира It's Showtime в категории до 77 кг[18]
  - 2009 Вице-чемпион Чемпионата Европы «Бои по правилам TNA»
  - 2008, 2010 Победитель турнира «Битва Чемпионов»
  - 2008 Победитель отборочного турнира The Contender Asia Season 2
  - 2007 Чемпион Европы WMC EMF среди профессионалов в категории чемпион WMC в категории 76 кг

### Любительский спорт
- - 2013 Победитель Всемирных игр единоборств SportAccord в категории до 81 кг
  - 2012 Чемпион мира IFMA в категории до 81 кг
  - 2012 Чемпион Европы IFMA в категории до 81 кг
  - 2011 Чемпион Европы IFMA в категории до 81 кг
  - 2010 Победитель Всемирных игр единоборств SportAccord в категории до 75 кг
  - 2010 Чемпион Европы IFMA в категории до 75 кг
  - 2009 Чемпион Европы IFMA в категории до 75 кг
  - 2008 Чемпион мира IFMA на Всемирных играх TAFISA в категории до 75 кг
  - 2007 Чемпион мира IFMA в категории до 75 кг
  - 2006 Чемпион мира IFMA в категории до 75 кг
  - 2006 Чемпион мира WMF в категории до 75 кг
  - 2005 Чемпион мира WMF в категории до 67 кг
  - 2004 Чемпион Европы IFMA в категории до 67 кг
  - 2003—2011, 2013—2015 — Чемпион России

### Награды и премии
- - 2015 Лучший спортсмен. IFMA awards
  - 2012 Медаль ордена «За заслуги перед Отечеством» II степени — за заслуги в развитии физической культуры и спорта и многолетнюю добросовестную работу[19].
  - 2010 «Золотой пояс» в номинации «За волю к победе»
  - 2011, 2010, 2005 лучший спортсмен Кузбасса в неолимпийских видах спорта
  - 2010 лучший боксер Всемирных игр боевых искусств в Пекине
  - 2010 специальный приз Кубка России
  - 2008 лучший спортсмен всемирных игр TAFISA в Пусане
  - 2007 лучший боксер чемпионата мира IFMA[3]
- Медаль «За особый вклад в развитие Кузбасса» III степени, «За честь и мужество», «За служение Кузбассу», «За веру и добро», почётный знак "Золотой знак «Кузбасс»[20]. Лишён всех наград за «совершение порочащего поступка», а именно за открытое выражение своей позиции против вторжения России на Украину[21].

## Статистика выступлений

### Профессиональные поединки
55 победы (35 нокаутов), 6 поражений (2 нокаутом), 2 ничьи
| Дата       | Результат | Соперник             | Событие                                | Место                 | Метод                     | Раунд | Время |
| ---------- | --------- | -------------------- | -------------------------------------- | --------------------- | ------------------------- | ----- | ----- |
| 30.05.2018 | Победа    | Давид Мирковски      | Жара Fight Show                        | Москва, Россия        | Единогласное решение      | 3     | 3:00  |
| 20.04.2018 | Победа    | Игорь Бугаенко       | АCB KB-15: GP Kitek                    | Москва, Россия        | Единогласное решение      | 5     | 3:00  |
| 29.10.2016 | Победа    | Али Эль Амери        | Кубок Дружбы                           | Новосибирск, Россия   | Единогласное решение      | 3     | 3:00  |
| 26.02.2016 | Поражение | Саймон Маркус        | Glory 27: Chicago                      | Чикаго, США           | Дисквалификация           | 3     | 2:55  |
| 19.12.2015 | Победа    | Даниэль Александру   | Muay Thai Moscow                       | Москва, Россия        | Нокаут (колено)           | 2     | 2:32  |
| 08.05.2015 | Ничья     | Саймон Маркус        | Glory 21: San Diego                    | Сан-Диего, США        | Решение большинства судей | 5     | 3:00  |
| 21.06.2014 | Победа    | Джо Шиллинг          | Glory 17: Los Angeles                  | Лос-Анджелес, США     | Единогласное решение      | 3     | 3:00  |
| 21.06.2014 | Победа    | Филип Верлинден      | Glory 17: Los Angeles                  | Лос-Анджелес, США     | Единогласное решение      | 3     | 3:00  |
| 21.06.2014 | Победа    | Алекс Перрейра       | Glory 17: Los Angeles                  | Лос-Анджелес, США     | Единогласное решение      | 3     | 3:00  |
| 03.05.2014 | Победа    | Роберт Томас         | Glory 16: Denver                       | Брумфилд, США         | Единогласное решение      | 3     | 3:00  |
| 28.09.2013 | Поражение | Джо Шиллинг          | Glory 10: Los Angeles                  | Лос-Анджелес, США     | Единогласное решение      | 4     | 3:00  |
| 28.09.2013 | Победа    | Джейсон Вилнис       | Glory 10: Los Angeles                  | Лос-Анджелес, США     | Единогласное решение      | 3     | 3:00  |
| 20.04.2013 | Победа    | Сахак Парпарян       | Glory 7: Milan                         | Милан, Италия         | Единогласное решение      | 4     | 3:00  |
| 15.03.2013 | Поражение | Саймон Маркус        | Lion Fight 9                           | Лас-Вегас, США        | Единогласное решение      | 5     | 3:00  |
| 07.07.2012 | Ничья     | Стивен Вэйклинг      | Xplosion Muay Thai                     | Англия                | Решение                   | 5     | 3:00  |
| 03.03.2012 | Победа    | Шейх Сидиб           | Martial Arts Festival «For Russia» — 2 | Челябинск, Россия     | Технический нокаут        | 4     | -     |
| 26.11.2011 | Победа    | Димитар Илиев        | Forward Challenge Riga 2011            | Рига, Латвия          | Технический нокаут        | 3     | 3:00  |
| 06.11.2011 | Победа    | Роберто Кокко        | Muay Thai Premier League: Round 3      | Гаага, Нидерланды     | Нокаут                    | -     | -     |
| 24.09.2011 | Победа    | Мюртел Грунхарт      | It’s Showtime Fast & Furious           | Брюссель, Бельгия     | Нокаут (левое колено)     | 5     | 1:51  |
| 02.09.2011 | Победа    | Давид Кечлик         | Muaythai Premier League: Round 1       | Лонг-Бич, США         | Нокаут (правое колено)    | 3     | 2:28  |
| 11.06.2011 | Победа    | Фу Гао Фенг          | Wushu vs Muaythai                      | Китай                 | Решение                   | 5     | 3:00  |
| 23.02.2011 | Победа    | Каоклай Кэннорсинг   | Martial Arts Festival «For Russia»     | Челябинск, Россия     | Решение                   | 5     | 3:00  |
| 18.12.2010 | Победа    | Лючин Оузгни         | Fightclub presents: It’s Showtime 2010 | Амстердам, Нидерланды | Технический нокаут        | 4     | 2:29  |
| 19.11.2010 | Победа    | Александр Стецуренко | Battle of Champions 5                  | Москва, Россия        | Единогласное решение      | 3     | 3:00  |
| 29.07.2010 | Победа    | Артём Вахитов        | TatneftArena World Cup                 | Казань, Россия        | Технический нокаут        | 3     | 2:00  |
| 30.04.2010 | Победа    | Павел Харченко       | TatneftArena World Cup                 | Казань, Россия        | Нокаут (колено)           | 2     | 0:57  |
| 31.01.2010 | Победа    | Александр Бруславец  | TatneftArena World Cup                 | Казань, Россия        | Технический нокаут        | 2     | 3:00  |
| 23.10.2009 | Поражение | Александр Стецуренко | Tatneft Arena European Cup 2009 final  | Казань, Россия        | Технический нокаут        | 4     | 3:00  |
| 26.09.2009 | Победа    | Дмитрий Шакута       | TatneftArena EuropeanCup               | Казань, Россия        | Нокаут (левый бэкфист)    | 4     | 2:08  |
| 16.04.2009 | Победа    | Павел Турук          | TatneftArena EuropeanCup               | Казань, Россия        | Единогласное решение      | 3     | 3:00  |
| 31.01.2009 | Победа    | Василь Кожокару      | TatneftArena EuropeanCup               | Казань, Россия        | Технический нокаут        | 3     | 2:48  |
| 19.12.2008 | Победа    | Виталий Гурков       | The Contender Asia 2                   | Челябинск, Россия     | Технический нокаут        | 1     | 3:00  |
| 19.12.2008 | Победа    | Ильтер Деримчи       | The Contender Asia 2                   | Челябинск, Россия     | Решение                   | 3     | 3:00  |
| 19.12.2008 | Победа    | Дмитрий Валент       | The Contender Asia 2                   | Челябинск, Россия     | Решение                   | 3     | 3:00  |
| 05.09.2008 | Победа    | Максим Балашко       | Battle of Champions 3                  | Москва, Россия        | Единогласное решение      | 3     | 3:00  |
| 31.05.2008 | Поражение | Йодсенклай Фаиртекс  | K-1 Scandinavia MAX 2008               | Стокгольм, Швеция     | Нокаут (правый хук)       | 2     | 0:40  |
| 09.05.2008 | Победа    | Ричард Джонс         | Battle of Champions                    | Челябинск, Россия     | Нокаут (локоть)           | 1     | 3:00  |
| 09.05.2008 | Победа    | Винстон Мартенс      | Battle of Champions                    | Челябинск, Россия     | Решение                   | 3     | 3:00  |
| 28.03.2008 | Победа    | Александр Стецуренко | Tournament of Real Men 12              | Екатеринбург, Россия  | Единогласное решение      | 5     | 3:00  |
| 03.11.2007 | Победа    | Витор Перейра        | WMC EMF                                | Новосибирск, Россия   | Нокаут (левое колено)     | 1     | -     |
| 24.08.2007 | Победа    | Асанай Паиниран      | Thailand vs Russia IV                  | Кемерово, Россия      | Нокаут (левое колено)     | 2     | -     |
| 10.08.2007 | Победа    | Нонсай Срисук        | Snezhinka Sports Palace                | Прокопьевск, Россия   | Нокаут (левое колено)     | 4     | 1:45  |
| 28.06.2007 | Победа    | Серхат Сенер         | Muaythai Russia vs Turkey              | Москва, Россия        | Решение                   | 3     | 3:00  |
| 20.05.2007 | Победа    | Нонтанун Пор. Прамук | K-1 Scandinavia GP 2007                | Стокгольм, Швеция     | Единогласное решение      | 3     | 3:00  |
| 24.10.2006 | Поражение | Михаил Чалых         | -                                      | Новосибирск, Россия   | Решение                   | 3     | 3:00  |
| 26.08.2006 | Победа    | Там Мадсуа           | Thailand vs Russia III                 | Кемерово, Россия      | Нокаут (левое колено)     | 4     | -     |
| 12.06.2005 | Победа    | Слатон Лумбакгиай    | Thailand vs Russia II                  | Кемерово, Россия      | Нокаут (локти)            | -     | -     |
| 18.12.2004 | Победа    | Кем Ситсонгпинонг    | Thailand vs Russia I                   | Кемерово, Россия      | Единогласное решение      | 5     | 3:00  |

## Награды
4 февраля 2020 года Артём Левин, первый и единственный российский тайбоксер, включён в Зал Славы WBC Muaythai.